# NWA National Heavyweight Championship
O NWA National Heavyweight Championship é um título de luta livre profissional disputado na National Wrestling Alliance (NWA).
Os campeões são determinados com a realização de combates de luta profissional, em que os vencedores de cada combate são predeterminados por um roteiro. Até o presente mês de março de 2025, um total de 53 lutadores, distribuídos em 78 reinados distintos, já conquistaram o o título. O primeiro campeão foi Jack Brisco e o atual é James Storm, que está em seu primeiro reinado.

## Reinados
| #           | Ordem de reinados na história                    |
| Reinado     | O número de reinados de cada lutador             |
| Localização | A cidade em que o título foi conquistado         |
| Evento      | O evento em que o título foi conquistado.        |
| —           | Usados para o tempo em que o título estava vago. |

| #  | Lutador               | Reinado | Data                    | Dias com o título | Local                    | Evento                           | Notas | Ref.          |
| -- | --------------------- | ------- | ----------------------- | ----------------- | ------------------------ | -------------------------------- | --- | ------------- |
| 1  | Jack Brisco           | 1       | Outubro de 1980         | Mínimo de 42      |                          | Evento ao vivo                   | Derrotou Terry Funk para tornar-se o primeiro campeão. | [ 4 ] [ 5 ]   |
| 2  | The Mongolian Stomper | 1       | 12 de dezembro de 1980  | 107               | Atlanta, GA              | Evento ao vivo                   | | [ 6 ]         |
| 3  | Steve O               | 1       | 29 de março de 1981     | 139               | Atlanta, GA              | Evento ao vivo                   | | [ 7 ]         |
| 4  | The Masked Superstar  | 1       | 15 de agosto de 1981    | 44                | Columbus, GA             | Evento ao vivo                   | Título unificado ao NWA Georgia Heavyweight Championship após Masked Superstar derrotar Tommy Rich em 12 de setembro de 1981.                                       | [ 8 ]         |
| 5  | Tommy Rich            | 1       | 28 de setembro de 1981  | 58                | Augusta, GA              | Evento ao vivo                   | |               |
| 6  | The Masked Superstar  | 2       | 25 de novembro de 1981  | 53                | Atlanta, GA              | Evento ao vivo                   | Foi uma Dexas Death match. |               |
| 7  | Tommy Rich            | 2       | 17 de janeiro de 1982   | 57                | Atlanta, GA              | Evento ao vivo                   | |               |
| 8  | Ron Bass              | 1       | 15 de março de 1982     | 35                | Augusta, GA              | Evento ao vivo                   | | [ 9 ]         |
| 9  | Tommy Rich            | 3       | 19 de abril de 1982     | 13                | Augusta, GA              | Evento ao vivo                   | | [ 9 ]         |
| 10 | Buzz Sawyer           | 1       | 2 de maio de 1982       | 49                | Atlanta, GA              | Evento ao vivo                   | | [ 9 ]         |
| 11 | Paul Orndorff         | 1       | 20 de junho de 1982     |                   | Atlanta, GA              | Evento ao vivo                   | | [ 9 ]         |
| —  | Vago                  | —       |                         |                   |                          |                                  | Título vago quando Orndorff passou a treinar para lutar pelo NWA World Heavyweight Championship.                                                                    |               |
| 12 | Super Destroyer       | 1       | 29 de agosto de 1982    | 35                | Atlanta, GA              | Evento ao vivo                   | Derrotou Orndorff na final de um torneio pelo título vago. | [ 9 ]         |
| 13 | Paul Orndorff         | 2       | 3 de outubro de 1982    | 14                | Atlanta, GA              | Evento ao vivo                   | | [ 9 ]         |
| 14 | The Masked Superstar  | 3       | 17 de outubro de 1982   | 21                | Atlanta, GA              | Evento ao vivo                   | | [ 9 ]         |
| 15 | Paul Orndorff         | 3       | 7 de novembro de 1982   | 133               | Atlanta, GA              | Evento ao vivo                   | | [ 9 ]         |
| 16 | Killer Tim Brooks     | 1       | 20 de março de 1983     | 0                 | Atlanta, GA              | Evento ao vivo                   | |               |
| 17 | Larry Zbyszko         | 1       | 20 de março de 1983     | 41                | Atlanta, GA              | Evento ao vivo                   | Na história, Zbyszko comprou o título de Brooks por $25 mil. |               |
| —  | Vago                  | —       | 30 de abril de 1983     | 36                | —                        | —                                | Título vago pelo presidente da NWA, Bob Geigel. |               |
| 18 | Larry Zbyszko         | 2       | 5 de junho de 1983      | 112               | Atlanta, GA              | Evento ao vivo                   | Derrotou Mr. Wrestling II na final de um torneio pelo título vago.                                                                                                  |               |
| 19 | Brett Wayne           | 1       | 25 de setembro de 1983  | 54                | Atlanta, GA              | Evento ao vivo                   | | [ 10 ]        |
| 20 | Ted DiBiase           | 1       | 18 de novembro de 1983  | 92                | Cleveland, OH            | Evento ao vivo                   | |               |
| 21 | Brad Armstrong        | 1       | 18 de fevereiro de 1984 | 54                | Atlanta, GA              | Evento ao vivo                   | | [ 11 ]        |
| 22 | The Spoiler           | 1       | 12 de abril de 1984     | 22                | Wheeling, WV             | Evento ao vivo                   | |               |
| 23 | Brad Armstrong        | 2       | 4 de maio de 1984       | 58                | Marietta, GA             | Evento ao vivo                   | |               |
| 24 | The Spoiler           | 2       | 1 de julho de 1984      | 13                | Atlanta, GA              | Evento ao vivo                   | |               |
| 25 | Ted DiBiase           | 2       | 14 de julho de 1984     | 89                | Macon, GA                | Evento ao vivo                   | |               |
| 26 | Ron Garvin            | 1       | 11 de outubro de 1984   | 233               | Baltimore, MD            | Evento ao vivo                   | |               |
| 27 | Black Bart            | 1       | 1 de junho de 1985      | 113               | Atlanta, GA              | World Championship Wrestling     | Exibido em 8 de junho de 1985. |               |
| 28 | Terry Taylor          | 1       | 22 de setembro de 1985  | 67                | Atlanta, GA              | Evento ao vivo                   | | [ 12 ]        |
| 29 | Buddy Landel          | 1       | 28 de novembro de 1985  | 21                | Greensboro, NC           | Starrcade (1985)                 | | [ 13 ]        |
| 30 | Dusty Rhodes          | 1       | 19 de dezembro de 1985  | 75                | —                        | —                                | A luta nunca aconteceu realmente, sendo usada para justificar a mudança de cinturão após a demissão de Landel. A luta fictícia teria acontecido em Albuquerque, NM. | [ 14 ] [ 15 ] |
| 31 | Tully Blanchard       | 1       | 4 de março de 1986      | 177               | Spartanburg, SC          | Evento ao vivo                   | | [ 16 ]        |
| 32 | Wahoo McDaniel        | 1       | 28 de agosto de 1986    | 31                | Los Angeles, CA          | Evento ao vivo                   | | [ 17 ]        |
| 33 | Nikita Koloff         | 1       | 28 de setembro de 1986  | 0                 | Atlanta, GA              | Evento ao vivo                   | | [ 18 ]        |
| —  | Desativado            |         | 28 de setembro de 1986  |                   | Atlanta, GA              | Evento ao vivo                   | Título unificado ao NWA United States Heavyweight Championship de Koloff.                                                                                           |               |
| 34 | Big Slam              | 1       | 1997                    |                   |                          |                                  | Título reintroduzido pela NWA. |               |
| 35 | Salvatore Sincere     | 1       | 18 de julho de 1997     | 85                | Raeford, NC              | Evento ao vivo                   | |               |
| —  | Vago                  |         | 11 de outubro de 1997   | 167               |                          | Evento ao vivo                   | |               |
| 36 | Doug Gilbert          | 1       | 27 de março de 1998     | 148               | Mt. Holly, NJ            | Evento ao vivo                   | Derrotou Barry Windham e Rocco Rock em uma luta Triple Threat pelo título vago.                                                                                     | [ 19 ]        |
| 37 | Stevie Richards       | 1       | 22 de agosto de 1998    | 63                | Mt. Holly, NJ            | Evento ao vivo                   | | [ 20 ]        |
| 38 | Doug Gilbert          | 2       | 24 de outubro de 1998   | 448               | Cherry Hill, NJ          | Evento de 50º aniversário da NWA | O time de Gilbert derrotou o time de Richards em uma luta Extreme Rage in a Cage.                                                                                   | [ 21 ] [ 22 ] |
| 39 | Don Brodie            | 1       | 15 de janeiro de 2000   | 90                | Memphis, TN              | Evento ao vivo                   | |               |
| 40 | Kevin Northcutt       | 1       | 14 de abril de 2000     | 152               | North Richland Hills, TX | Evento ao vivo                   | |               |
| 41 | Stone Mountain        | 1       | 13 de setembro de 2000  | 52                | Athens, GA               | Evento ao vivo                   | |               |
| 42 | Terry Knight          | 1       | 4 de novembro de 2000   | 69                | Cornelia, GA             | Evento ao vivo                   | Título unificado ao NWA Wildside United States Championship após Knight derrotar Jesse Taylor em 18 de novembro de 2000.                                            |               |
| 43 | Don Brodie            | 2       | 12 de janeiro de 2001   |                   | Greenville, MS           | Evento ao vivo                   | Foi uma luta Triple Threat também envolvendo Ricky Murdoch. |               |
| —  | Vago                  |         | Agosto de 2001          |                   |                          |                                  | Título vago após Brodie sofrer um acidente automobilístico. |               |
| 44 | Kevin Northcutt       | 2       | 22 de agosto de 2001    | 52                |                          |                                  | Recebeu o título vago. |               |
| 45 | Hotstuff Hernandez    | 1       | 13 de outubro de 2001   | 455               | São Petersburgo, FL      | Evento ao vivo                   | |               |
| —  | Shinya Hashimoto      | —       | 23 de maio de 2002      |                   | Tóquio, JPN              | Evento ao vivo                   | |               |
| —  | Hotstuff Hernandez    | —       | Maio de 2002            |                   |                          |                                  | Título devolvido para Hernandez após a NWA negar que a luta entre ele e Hashimoto havia sido pelo título.                                                           |               |
| 46 | Ricky Murdoch         | 1       | 11 de janeiro de 2003   | 643               | Greenville, MS           | Evento ao vivo                   | |               |
| 47 | Spyder                | 1       | 15 de outubro de 2004   | 358               | Winnipeg, CAN            | Evento ao vivo                   | |               |
| —  | Vago                  | —       | 8 de outubro de 2005    | 0                 |                          |                                  | Título vago após Spyder não aparecer para uma defesa marcada. |               |
| 48 | Ricky Murdoch         | 2       | 8 de outubro de 2005    | 174               | Nashville, TN            | Evento ao vivo                   | Derrotou Juggulator pelo título vago. |               |
| —  | Vago                  | —       | 31 de março de 2006     | 1                 | Lebanon, TN              | Evento ao vivo                   | Título vago após Kory Williams interferir em uma defesa do título contra Big Bully Douglas.                                                                         |               |
| 49 | Big Bully Douglas     | 1       | 1 de abril de 2006      | 182               | Columbia, TN             | Evento ao vivo                   | Derrotou Ricky Murdoch pelo título vago. |               |
| 50 | Kory Williams         | 1       | 30 de setembro de 2006  | 217               | Lebanon, TN              | Evento ao vivo                   | |               |
| 51 | Chance Prophet        | 1       | 5 de maio de 2007       | 160               | Salyersville, KY         | Evento ao vivo                   | |               |
| —  | Vago                  | —       | 12 de outubro de 2007   | 8                 |                          |                                  | Título vago após Prophet se lesionar. |               |
| 52 | Pepper Parks          | 1       | 20 de outubro de 2007   | 182               | Lebanon, TN              | Evento ao vivo                   | Derrotou Kory Williams pelo título vago. |               |
| 53 | Crusher Hansen        | 1       | 19 de abril de 2008     | 273               | McKeesport, PA           | Evento ao vivo                   | |               |
| 54 | Phil Shatter          | 1       | 17 de janeiro de 2009   | 763               | McKeesport, PA           | Evento ao vivo                   | |               |
| 55 | Chance Prophet        | 2       | 19 de fevereiro de 2011 | 404               | Franklinville, NJ        | Evento ao vivo                   | |               |
| 56 | Kahagas               | 1       | 29 de março de 2012     | 229               | Fort Lauderdale, FL      | Evento ao vivo                   | |               |
| —  | Vago                  | —       | 13 de novembro de 2012  | 53                |                          |                                  | Título vago após Kahagas ganhar o NWA World Heavyweight Championship.                                                                                               |               |
| 57 | Damien Wayne          | 1       | 5 de janeiro de 2013    | 160               | Nashville, NC            | Evento ao vivo                   | Derrotou Lance Erikson e Chance Prophet em uma luta Triple Threat pelo título vago.                                                                                 |               |
| 58 | Vordell Walker        | 1       | 14 de junho de 2013     | 49                | Millersville, TN         | Evento ao vivo                   | |               |
| 59 | Damien Wayne          | 2       | 2 de agosto de 2013     | 43                | Millersville, TN         | Evento ao vivo                   | |               |
| 60 | Nitro                 | 1       | 14 de setembro de 2013  | 168               | Toledo, OH               | Evento ao vivo                   | |               |
| 61 | Lou Marconi           | 1       | 1 de março de 2014      | 21                | Williamston, NC          | Evento ao vivo                   | |               |
| 62 | Nitro                 | 2       | 22 de março de 2014     | 1                 | Hillsdale, MI            | Evento ao vivo                   | |               |
| 63 | Lou Marconi           | 2       | 23 de março de 2014     | 13                | Oregon, OH               | Evento ao vivo                   | |               |
| 64 | Nitro                 | 3       | 5 de abril de 2014      | 98                | Carolina Beach, NC       | Evento ao vivo                   | |               |
| 65 | Lou Marconi           | 3       | 12 de julho de 2014     | 209               | Carolina Beach, NC       | Evento ao vivo                   | |               |
| 66 | Jax Dane              | 1       | 6 de fevereiro de 2015  | 111               | Millersville, TN         | Evento ao vivo                   | |               |
| —  | Vago                  | —       | 28 de maio de 2015      | 44                |                          |                                  | Título vago após Dane se lesionar. |               |
| 67 | Arrick Andrews        | 1       | 11 de julho de 2015     | 175               | Cookeville, TN           | Evento ao vivo                   | Derrotou Chase Owens na final de um torneio pelo título vago. |               |
| —  | Vago                  | —       | 2 de janeiro de 2016    | 7                 |                          |                                  | Título vago após Andrews lesionar seu joelho. |               |
| 68 | John Saxon            | 1       | 9 de janeiro de 2016    | 21                | Dyersburg, TN            | Evento ao vivo                   | Venceu uma battle royal pelo título vago. |               |
| 69 | Greg Anthony          | 1       | 30 de janeiro de 2016   | 154               | Dyersburg, TN            | Evento ao vivo                   | |               |
| 70 | Mustang Mike          | 1       | 2 de julho de 2016      | 7                 | Morgan City, LA          | Evento ao vivo                   | |               |
| 71 | Greg Anthony          | 2       | 9 de julho de 2016      | 70                | Dyersburg, TN            | Evento ao vivo                   | |               |
| 72 | Jake Logan            | 1       | 17 de setembro de 2016  | 42                | Amarillo, TX             | Evento ao vivo                   | |               |
| 73 | Greg Anthony          | 3       | 29 de outubro de 2016   | 21                | Dyersburg, TN            | Evento ao vivo                   | |               |
| 74 | Damien Wayne          | 3       | 19 de novembro de 2016  | 76                | Gallatin, TN             | Evento ao vivo                   | | [ 23 ]        |
| 75 | Kahagas               | 2       | 3 de fevereiro de 2017  | 239               | Franklin, KY             | Evento ao vivo                   | | [ 24 ]        |
| —  | Vago                  | —       | 30 de setembro de 2017  | 386               |                          |                                  | Título vago após a NWA encerrar seus contratos com os licenciados.                                                                                                  |               |
| 76 | Willie Mack           | 1       | 21 de outubro de 2018   | 188               | Nashville, TN            | NWA 70                           | Derrotou Sam Shaw na final de um torneio pelo título vago. | [ 25 ]        |
| 77 | Colt Cabana           | 1       | 27 de abril de 2019     | 63                | Concord, NC              | Crockett Cup (2019)              | | [ 26 ]        |
| 78 | James Storm           | 1       | 29 de junho de 2019     | 2086+             | Filadélfia, PA           | Best in the World (2019)         | | [ 27 ]        |

## Lista de reinados combinados

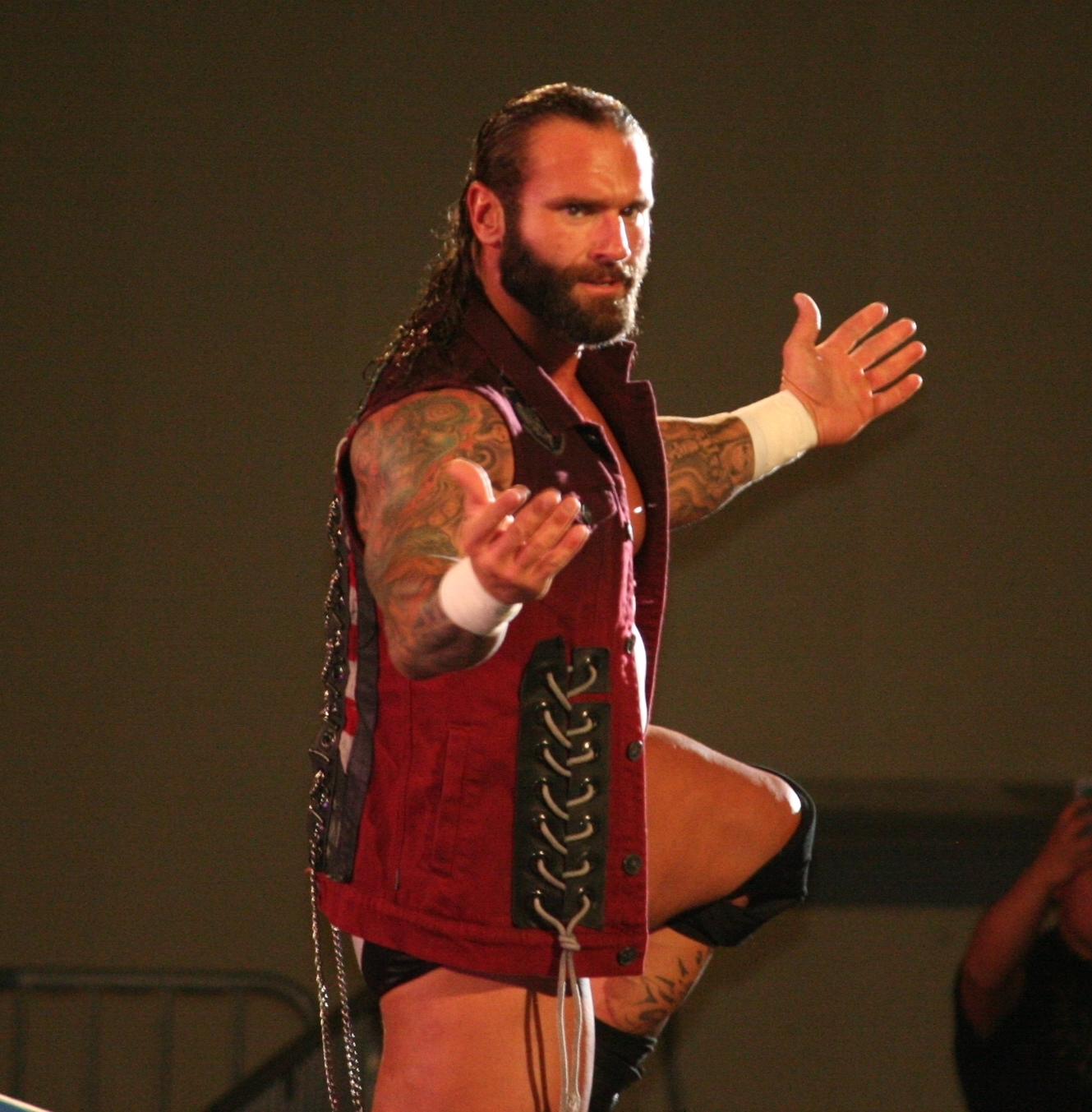
Phil Shatter, detentor do maior reinado da história, com 763 dias.

| Símbolo | Significado            |
| ------- | ---------------------- |
|         | Indica o atual campeão |

Em 16 de março de 2025.
| Nº | Campeão               | Nº de reinados | Dias combinados |
| -- | --------------------- | -------------- | --------------- |
| 1  | Ricky Murdoch         | 2              | 817             |
| 2  | Phil Shatter          | 1              | 763             |
| 3  | Doug Gilbert          | 2              | 596             |
| 4  | Chance Prophet        | 2              | 564             |
| 5  | Kahagas               | 2              | 468             |
| 6  | Hotstuff Hernandez    | 1              | 455             |
| 7  | Spyder                | 1              | 358             |
| 8  | Damien Wayne          | 3              | 279             |
| 9  | Crusher Hansen        | 1              | 273             |
| 10 | Nitro                 | 3              | 267             |
| 11 | Greg Anthony          | 3              | 245             |
| 12 | Lou Marconi           | 3              | 243             |
| 13 | Ron Garvin            | 1              | 233             |
| 14 | Kory Williams         | 1              | 217             |
| 15 | Kevin Northcutt       | 2              | 204             |
| 16 | Willie Mack           | 1              | 188             |
| 17 | Pepper Parks          | 1              | 182             |
| 17 | Big Bully Douglas     | 1              | 182             |
| 18 | Ted DiBiase           | 2              | 181             |
| 19 | Tully Blanchard       | 1              | 177             |
| 20 | Arrick Andrews        | 1              | 175             |
| 21 | Larry Zbyszko         | 2              | 153             |
| 22 | Paul Orndorff         | 3              | 147¤            |
| 23 | Steve O               | 1              | 139             |
| 24 | Tommy Rich            | 3              | 128             |
| 25 | The Masked Superstar  | 3              | 118             |
| 26 | Black Bart            | 1              | 113             |
| 27 | Brad Armstrong        | 2              | 112             |
| 28 | Jax Dane              | 1              | 111             |
| 29 | The Mongolian Stomper | 1              | 107             |
| 30 | Don Brodie            | 2              | 90¤             |
| 31 | Salvatore Sincere     | 1              | 85              |
| 32 | Dusty Rhodes          | 1              | 75              |
| 33 | Terry Knight          | 1              | 69              |
| 34 | Terry Taylor          | 1              | 67              |
| 35 | Colt Cabana           | 1              | 63              |
| 35 | Stevie Richards       | 1              | 63              |
| 36 | James Storm           | 1              | 2087+           |
| 37 | Brett Wayne           | 1              | 54              |
| 38 | Stone Mountain        | 1              | 52              |
| 39 | Vordell Walker        | 1              | 49              |
| 39 | Buzz Sawyer           | 1              | 49              |
| 40 | Jack Brisco           | 1              | 42¤             |
| 41 | Jake Logan            | 1              | 42              |
| 42 | Super Destroyer       | 1              | 35              |
| 42 | The Spoiler           | 2              | 35              |
| 42 | Ron Bass              | 1              | 35              |
| 43 | Wahoo McDaniel        | 1              | 31              |
| 44 | John Saxon            | 1              | 21              |
| 44 | Buddy Landel          | 1              | 21              |
| 45 | Mustang Mike          | 1              | 7               |
| 47 | Nikita Koloff         | 1              | 1>              |
| 47 | Killer Tim Brooks     | 1              | 1>              |
| 46 | Big Slam              | 1              | ¤               |